# Klaus und Ursula Löwe
Das Architektenehepaar Klaus Löwe (* 24. März 1937 in Rahlstedt; † 2. August 2018 in Hamburg) und Ursula Löwe geb. Rabe (* in Hamburg) wirkte von den 1960er Jahren bis zum Jahr 2006 im norddeutschen Raum mit einem Schwerpunkt im Kirchbau.

## Werk
Klaus und Ursula Löwe arbeiteten in den 1960er Jahren als Architekten in der Schweiz und den USA, bevor sie in ihre Heimatstadt Hamburg zurückkehrten und ihr eigenes Architekturbüro eröffneten. Ihr Werk umfasst weltliche und sakrale Bauten. Ein wesentlicher Schwerpunkt ihres Schaffens war der Kirchbau.
Unter ihren kirchlichen Bauwerken befinden sich u. a. Pastorate, Gemeindezentren, Jugendzentren, Glockentürme und Sakralbauten, insbesondere in den Kirchenkreisen Stormarn sowie in den Sprengeln Hamburg, Herzogtum Lauenburg und Holstein-Lübeck der damaligen Nordelbischen Evangelisch-Lutherischen Kirche.
Innenarchitektonisch gestalteten sie Altarräume (z. B. Martin-Luther-Kirche Wentorf, 1976; St.-Johannes-Kirche Glinde, 1986), Wandreliefs (z. B. im Gemeindehaus Oher Weg der Kirchengemeinde Glinde, 1996) und Orgelprospekte (z. B. Martin-Luther-Kirche Wentorf, 1980; Gethsemane-Kirche zu Neuschönningstedt, 1986; St.-Thomas-Kirche in Grünhof-Tesperhude, 1993).

### Sakralbauten
Zu den Sakralbauten zählen die St.-Martin-Kapelle in Escheburg (1981), die Gethsemane-Kirche zu Neuschönningstedt (1983), die Matthias-Claudius-Kirche in Oldenfelde (1988) und die St.-Thomas-Kirche in Grünhof-Tesperhude (1988).

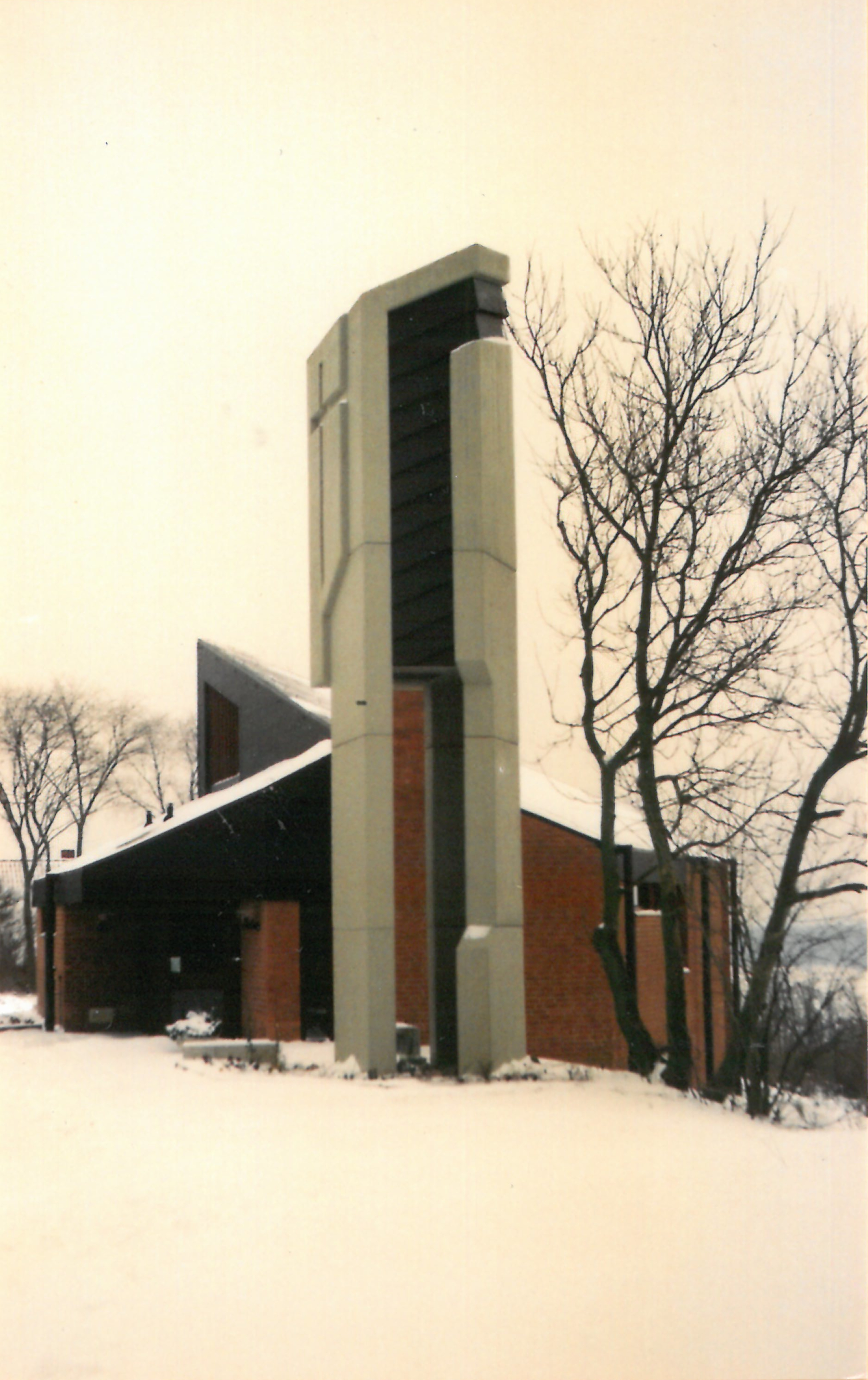
St.-Martin-Kapelle in Escheburg (1981)
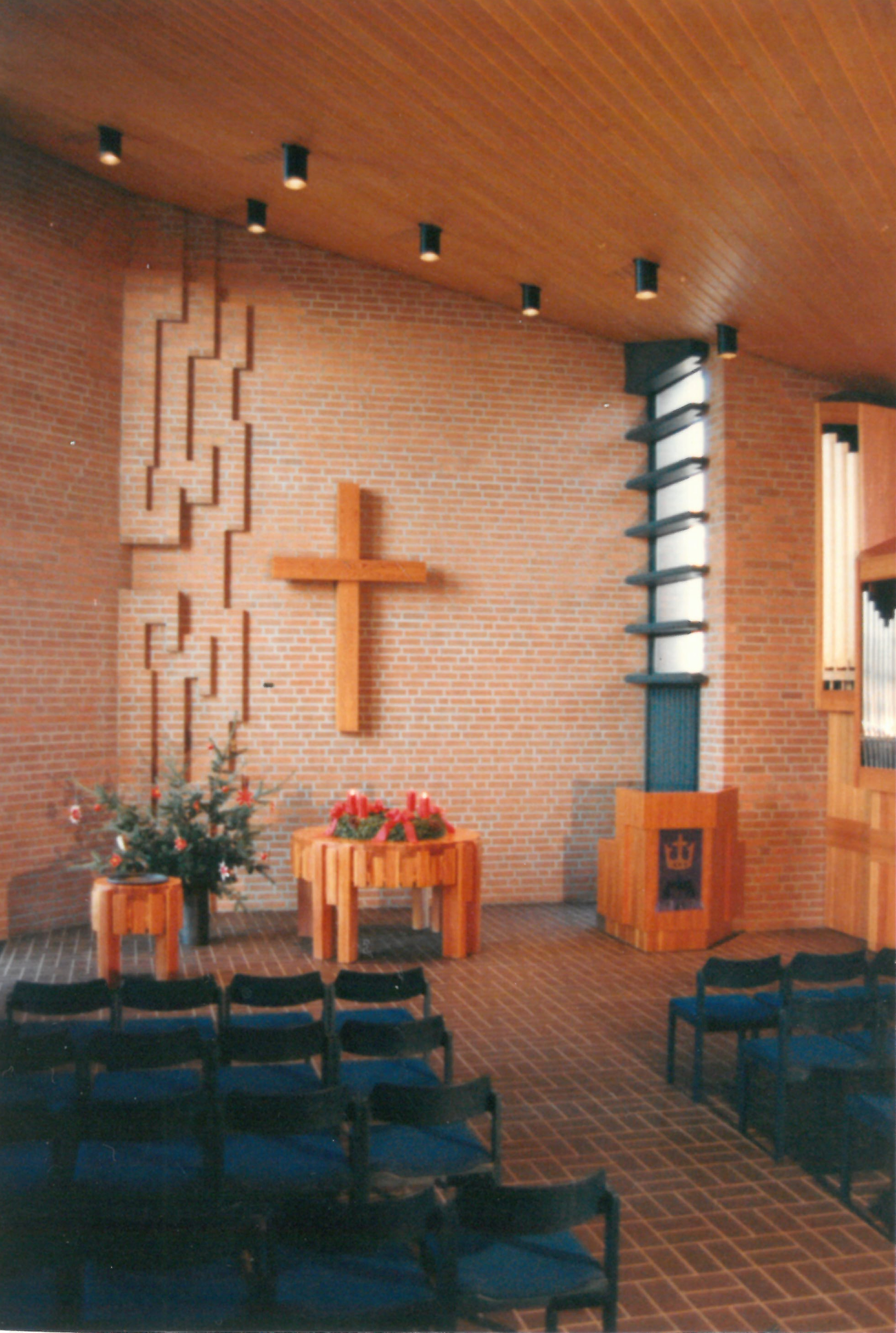
Altarraum Gethsemane-Kirche zu Neuschönningstedt (1983)
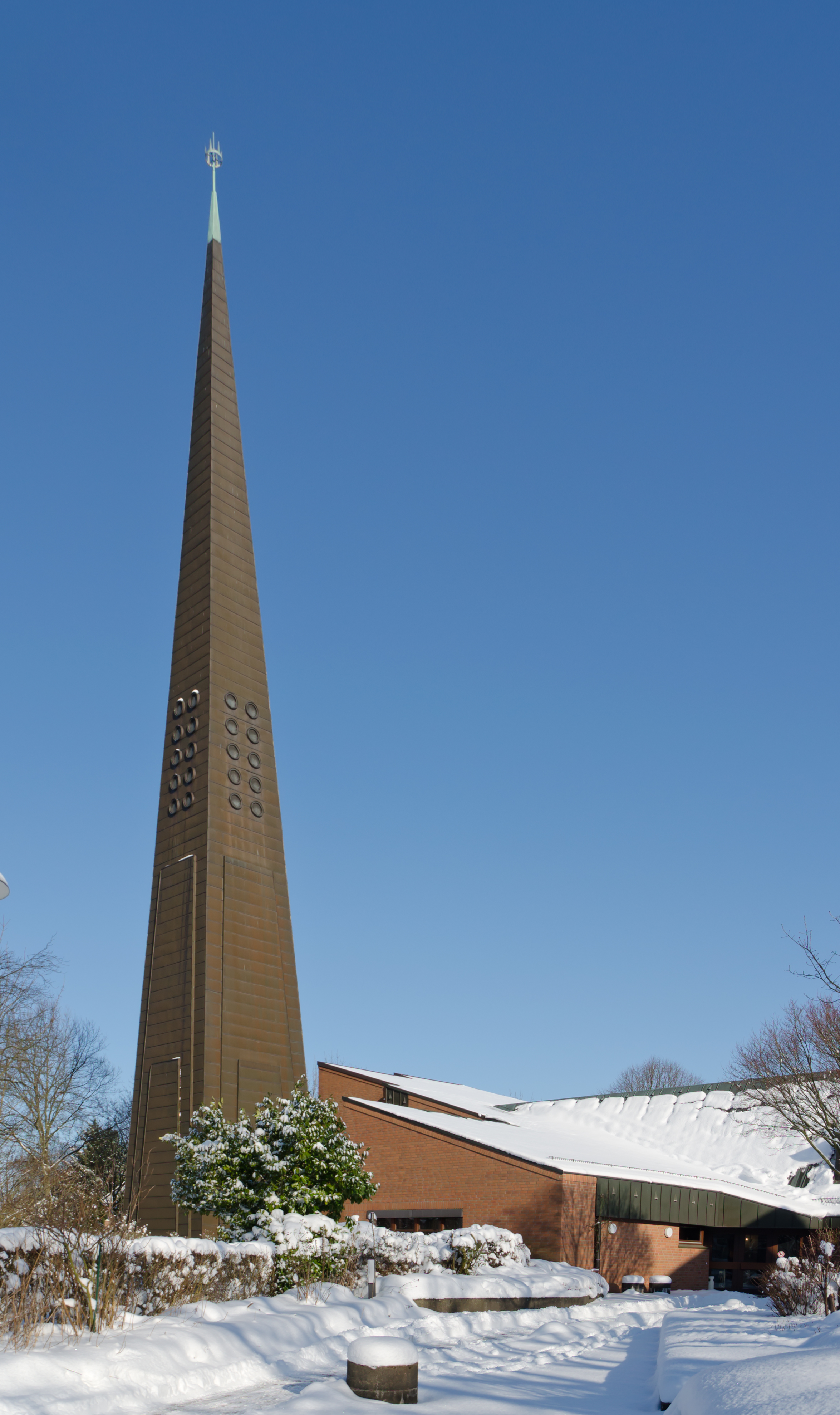
Matthias-Claudius-Kirche in Oldenfelde (1988)
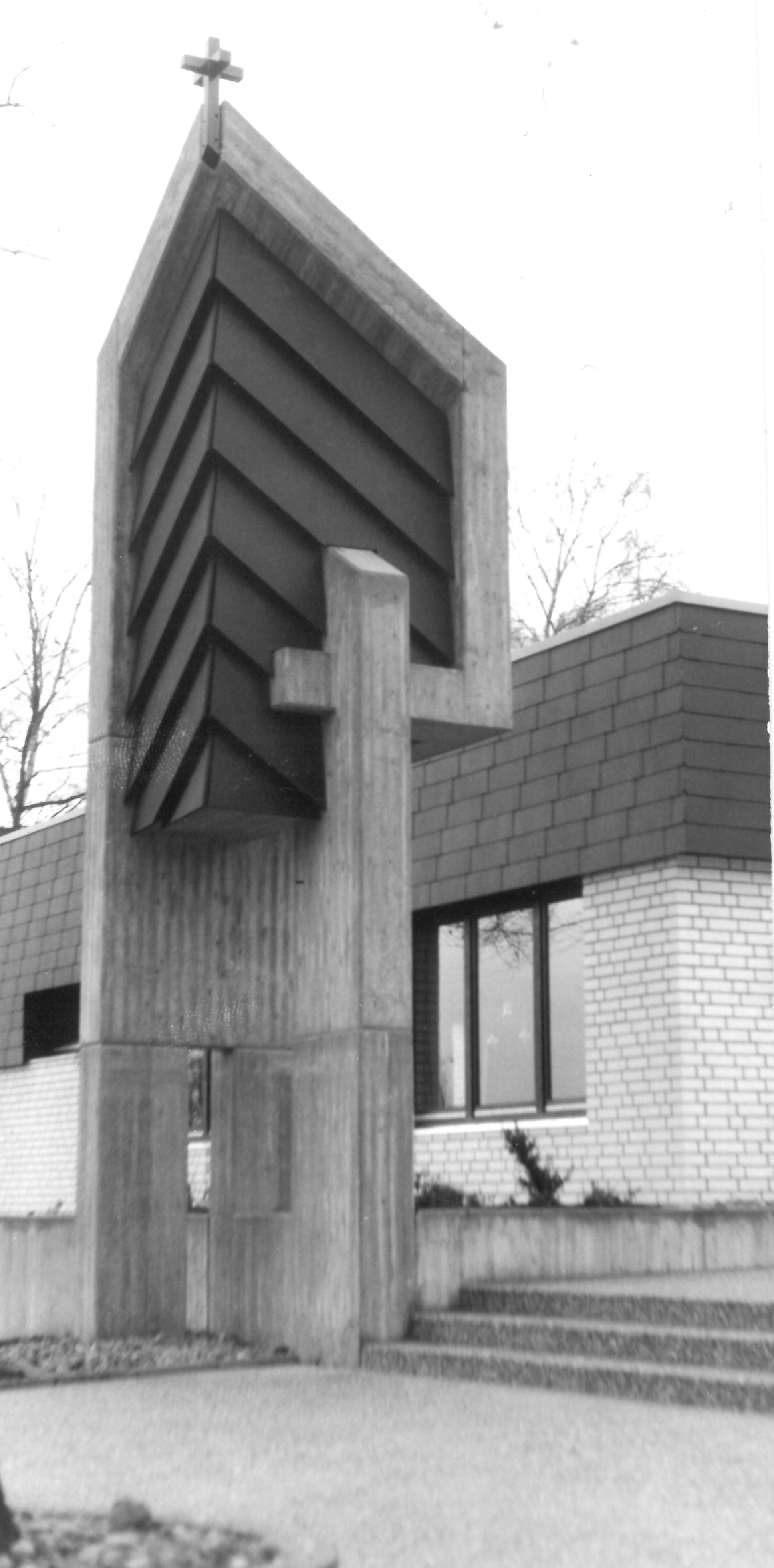
St.-Thomas-Kirche in Grünhof-Tesperhude (1988)
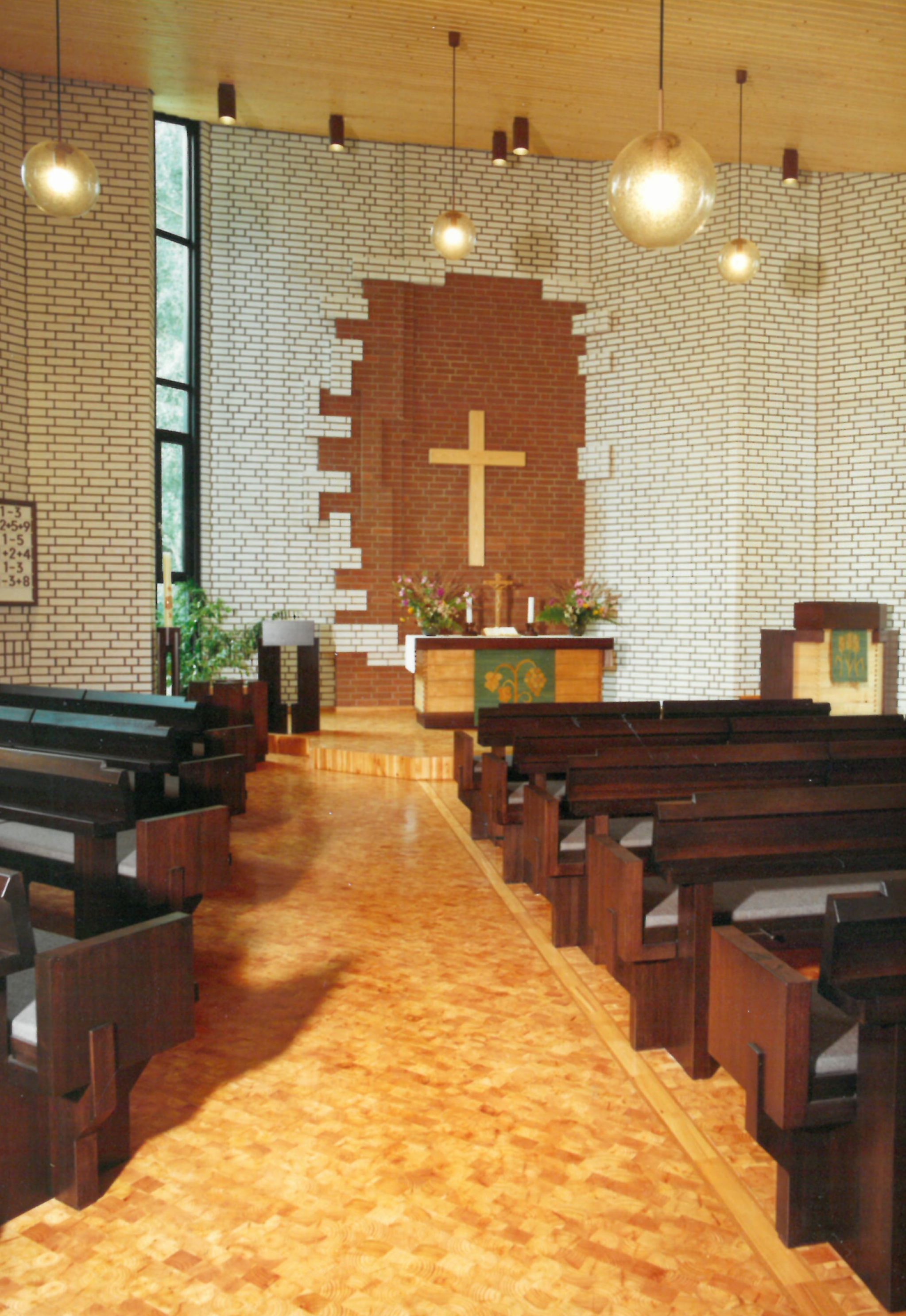
Altarraum St.-Thomas-Kirche in Grünhof-Tesperhude (1988)

### Andere Bauten
Das Architektenehepaar Löwe war auch außerhalb des Kirchbaus tätig. Z.B. haben sie im Jahre 1991 das Boothaus des Wassersportvereins Overfreunde Hamburg e.V. am Isebekkanal entworfen.